# Shōichirō Sasaki
Shōichirō Sasaki (佐々木昭一郎, Sasaki Shōichirō, Tokio, 25 de enero de 1936 – Yamato (Kanagawa), 14 de junio de 2024) fue un cineasta japonés.

## Biografía
Sasaki nació el 25 de enero de 1936 en Tokio, Japón. Durante la Segunda Guerra Mundial, Sasaki fue evacuado frecuentemente al campo. Su padre, Shūichirō, era un periodista independiente que había sido despedido en 1930 después de criticar al ejército japonés. Después de trabajar en Manchukuo bajo la vigilancia de la Policía Especial Superior, Shūichirō regresó a Tokio en julio de 1943. Según Shōichirō, su padre comenzó a sangrar por la boca y se derrumbó después de comer un melocotón de un vendedor mientras viajaban a la prefectura de Miyagi, lugar de origen de su padre. Luego, su padre fue llevado por agentes de la policía secreta disfrazados de marineros y murió bajo custodia.
Sasaki se graduó de la Universidad de Rikkyo y fue contratado por NHK en 1960, comenzando a dirigir dramas radiales. Colaboró con Shūji Terayama en el drama radiofónico de 1966 Comet Ikeya, donde Terayama añadió una narrativa ficticia a las entrevistas de Sasaki con el astrónomo aficionado Kaoru Ikeya. Sasaki dirigió varias películas para NHK, comenzando con la película de 1969 Mother. Sus películas ganaron múltiples premios y disfrutaron del apoyo principalmente de los jóvenes espectadores, influyendo en futuros directores como Hirokazu Kore-eda, Naomi Kawase y Shinya Tsukamoto. Después de retirarse de NHK en 1995, Sasaki trabajó como profesor en la Universidad de Bunkyo hasta 2005. Su primera y única película de largometraje, Harmonics Minyoung, es un musical cuasi-documental antiguerra en japonés, coreano e inglés, con escenas de época basadas en sus propias experiencias durante la guerra, incluyendo la muerte de su padre.
Sasaki murió el 14 de junio de 2024 a la edad de 88 años.

## Filmografía
- 1970 マザー (Madre)
- 1971 さすらい (Vagabundo)
- 1974 夢の島少女 (La chica de la isla de los sueños)
- 1976 紅い花 (Flores rojas)
- 1980 四季・ユートピアノ (Cuatro estaciones: Utopiano)
- 1981 川の流れはバイオリンの音 (El flujo de un río, el sonido de un violín)
- 1981 アンダルシアの虹 (Arcoíris de Andalucía)
- 1984 春・音の光 (Primavera: la luz del sonido)
- 1986 東京 オン・ザ・シティー (Tokio en la ciudad)
- 1986 夏のアルバム (Álbum de verano)
- 1987 クーリバの木の下で (Bajo la sombra de un árbol de Coolabah)
- 1988 鐘のひびき 〜プラハからヒロシマへ (El sonido de la campana - de Praga a Hiroshima)
- 1989 七色村 (Villa Nanairo)
- 1991 ヤン・レツル物語 〜広島ドームを建てた男 (Apocalipsis de Jan Letzel - El hombre que construyó la Cúpula de Hiroshima)
- 1993 パラダイス オブ パラダイス 〜母の声〜 (Paraíso de paraíso: La voz de la madre)
- 1995 八月の叫び (El grito de agosto)
- 2014 ミンヨン 倍音の法則 (Harmónicos Minyoung)